# Верхние Кармачи
Верхние Кармачи — деревня в Лаишевском районе Татарстана. Входит в состав Александровского сельского поселения.

## География
Находится в западной части Татарстана на расстоянии приблизительно 13 км по прямой на север от районного центра города Лаишево.

## История
Существует с периода Казанского ханства. Русское население появилось ещё в XVI веке. В середине XVIII века принадлежала родителям Г. Р. Державина.

## Население
Постоянных жителей было: в 1859 году — 150, в 1897 — 254, в 1908 — 296, в 1920 — 273, в 1926 — 280, в 1938 — 196, в 1949 — 138, в 1958 — 162, в 1970 — 92, в 1979 — 36, в 1989 — 18, в 2002 — 13 (русские 92 %), 15 — в 2010.